# رونق پاریس
رونق پاریس (به فرانسوی: Boum Sur Paris) یک فیلم کمدی فرانسوی به کارگردانی موریس دو کنونژ در سال ۱۹۵۳ است.